# Statens Museum for Kunst
Lo Statens Museum for Kunst (lett. "Museo statale per l'arte", in italiano, più prosaicamente: "Galleria nazionale d'arte"; abbreviato con l'acronimo "SMK"), è il museo d'arte nazionale della Danimarca, situato a Copenaghen.

## Storia
Il nucleo originale del museo sono le collezioni reali danesi, formatisi soprattutto dal 1750 sotto Federico IV, con la consulenza di Gerhard Morell. Per far sì che la collezione di dipinti non fosse inferiore a quella degli altri regnanti europei, il monarca danese iniziò una campagna di acquisti a vasta scala, soprattutto di dipinti italiani, tedeschi e dei Paesi Bassi. Particolarmente importante divenne il nucleo fiammingo e olandese. Risale a quella campagna di acquisti anche il Cristo in pietà sorretto da due angeli di Andrea Mantegna, fiore all'occhiello della collezione italiana.
Da allora le collezioni si sono ingrandite in più campi. Dal XIX secolo gli acquisti si rivolsero soprattutto all'arte danese, acquisendo una collezione senza rivali della cosiddetta "Età d'oro danese", fiorita all'Accademia Reale dopo la sua fondazione nel 1754.
L'edificio attuale risale al 1889-1896, opera di Vilhelm Dahlerup e G.E.W. Møller in stile neorinascimentale italiano.
In tempi più recenti la collezione si è ampliata soprattutto grazie a lasciti, donazioni e prestiti a lunga scadenza. Nel 1928 venne donata al museo la collezione di Johannes Rump, ricca di dipinti francesi del XIX secolo. Nel 1998 è stata aperta una nuova ala espositiva.

## Collezioni

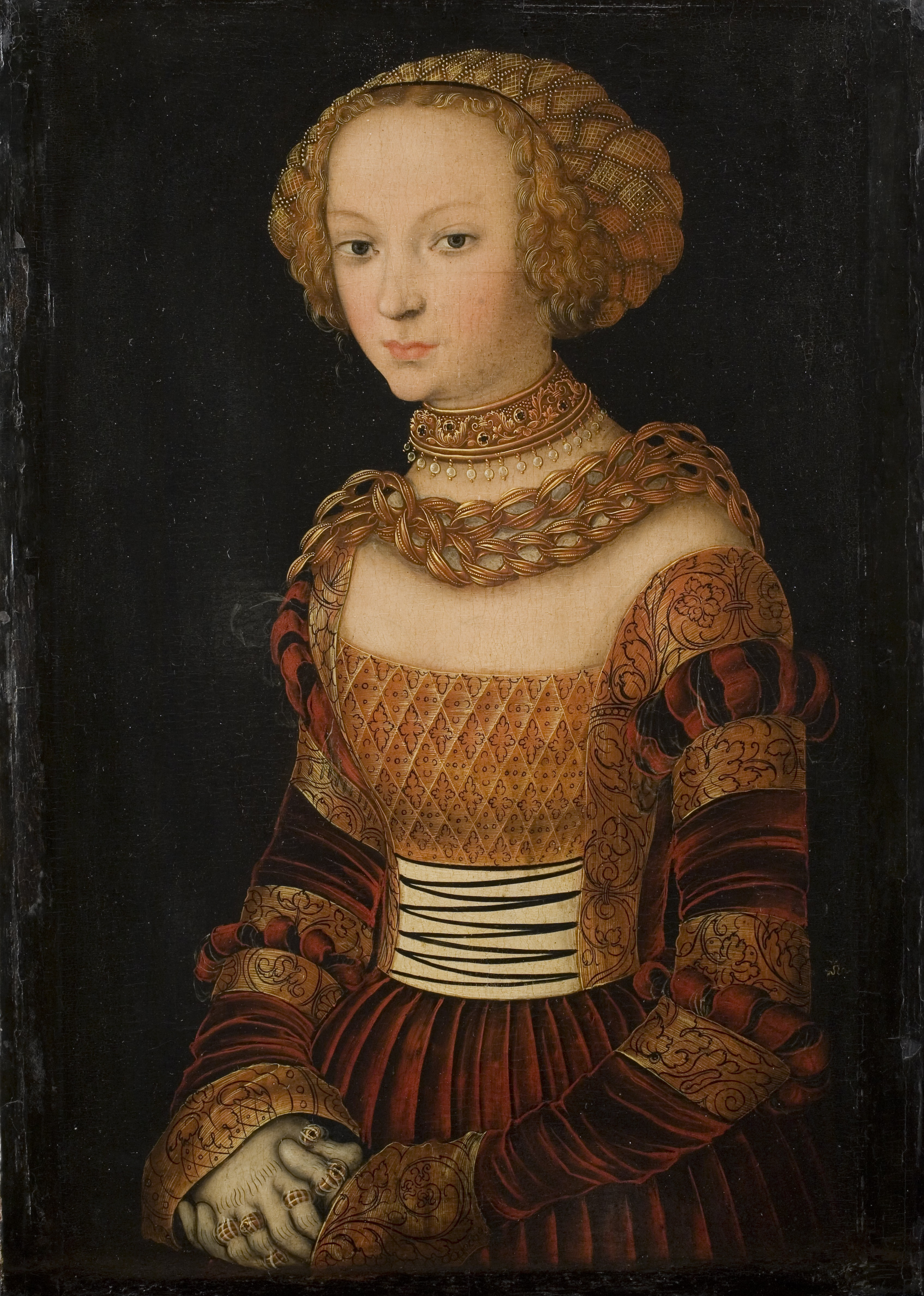
Lucas Cranach, Ritratto di giovane donna.

Il museo dispone di circa 9.000 pezzi di pittura e scultura, 300.000 lavori su carta e di una gipsoteca con più di 2.600 calchi.
Le collezioni di pittura e scultura coprono dal XII secolo ai giorni nostri, con lavori di artisti quali Mantegna, Tiziano, Tintoretto, Breugel, Rubens, Poussin, El Greco, Jordaens, Frans Hals, Bloemaert, Gysbrechts e Rembrandt. Tra le pittrici, Margaretha Haverman.
La collezione moderna vanta opere di Picasso, Braque, Leger, Matisse, Modigliani e Emil Nolde. Tra i pittori locali spiccano Laurits Andersen Ring, Christoffer Wilhelm Eckersberg, Oluf Høst, Edward Weihe, Olaf Rude, Haral Giersing e Jens Birkemose, oltre allo scultore danese Carl Bonnesen.
Altre sezioni del museo sono dedicate ai bambini, alla didattica, alla conservazione e restauro. Vi si trova anche la Biblioteca nazionale d'arte danese.

## Opere principali
| N° | Img | Scuola                        | Autore                         | Soggetto/Titolo                                                                | Data                 | Tecnica                   | h    | l    |
| -- | --- | ----------------------------- | ------------------------------ | ------------------------------------------------------------------------------ | -------------------- | ------------------------- | ---- | ---- |
| 01 |     | toscana                       | Cecco di Pietro                | Madonna col Bambino                                                            | 1371                 | tempera su tavola         |      |      |
| 02 |     | fiamminga                     | Dieric Bouts                   | Madonna col bambino                                                            | 1455 ca.             | olio su tavola            |      |      |
| 03 |     | seconda generazione fiamminga | Petrus Christus                | Donatore in scarlatto sotto la protezione di Sant'Antonio                      | 1450 circa           | olio su tavola            |      |      |
| 04 |     | classicismo archeologico      | Andrea Mantegna                | Cristo in pietà sorretto da due angeli                                         | 1488-1500            | tempera su tavola         | 78   | 48   |
| 05 |     | danubiana                     | Lucas Cranach il Vecchio       | Crocifissione                                                                  | 1506-1520            | olio su tavola            |      |      |
| 06 |     | veneta                        | Cima da Conegliano             | Giudizio di Mida. La gara musicale fra Apollo e Marsia                         | 1524                 | olio su tavola            | 43   | 73   |
| 07 |     | manierista                    | Parmigianino                   | Ritratto di Lorenzo Cybo                                                       | 1507-1509            | olio su tavola            | 126  | 104  |
| 08 |     | veneziana                     | Tiziano                        | Ritratto d'uomo                                                                | 1514                 | olio su tela              | 80,5 | 66,5 |
| 09 |     | rinascimento transalpino      | Maarten van Heemskerck         | Cristo vittorioso sulla morte e il peccato                                     | XVI sec.             | olio su tavola            |      |      |
| 10 |     | fiammingo                     | Pieter Brueghel il Giovane     | La salita al Golgota                                                           | prima metà XVII sec. | olio su tavola            |      |      |
| 11 |     | secolo d'oro olandese         | Abraham van Dijck              | Il profeta Elia con la vedova di Sarepta e suo figlio                          | XVII sec.            | olio su tela              |      |      |
| 12 |     | secolo d'oro olandese         | Pieter de Hooch                | Interno con una giovane coppia e gente che suona                               | XVII sec.            | olio su tela              |      |      |
| 13 |     | neoclassico danese            | Christoffer Wilhelm Eckersberg | Vista attraverso tre archi del terzo piano del Colosseo                        | 1815-1816            | olio su tela              | 32   | 49.5 |
| 14 |     | neoclassico danese            | Christoffer Wilhelm Eckersberg | Gradini in marmo che conducono alla Basilica di Santa Maria in Aracoeli a Roma | 1814-1816            | olio su tela              | 32,5 | 36.5 |
| 15 |     | secolo d'oro olandese         | Gherardo delle Notti           | Canzone al lume di candela                                                     | 1623                 | olio su tela              |      |      |
| 16 |     | pre-barocco                   | Peter Paul Rubens              | Matthaeus Yrsselius abate del convento di San Michele di Anversa               | 1623                 | olio su tavola di quercia |      |      |
| 17 |     | Skagensmalerne                | Michael Ancher                 | La scialuppa di salvataggio portata attraverso le dune                         | 1883                 | olio su tela              | 221  | 171  |
| 18 |     | Impressionismo danese         | Vilhelm Hammershøi             | Stanza dell'artista in Strandgade                                              | 1902                 | olio su tela              |      |      |
| 19 |     | fauves                        | Henri Matisse                  | Madame Matisse. La linea verde                                                 | 1905                 | olio su tela              |      |      |
| 20 |     | espressionista                | Edward Munch                   | Agonia                                                                         | 1915                 | olio su tela              |      |      |
| 21 |     | neo-arcaismo                  | Amedeo Modigliani              | Alice                                                                          | 1918                 | olio su tela              |      |      |